# GAM-63 RASCAL
El GAM-63 RASCAL fue un misil aire-superficie supersónico que fue desarrollado por la Bell Aircraft Company. Fue el primer misil nuclear de lanzamiento a distancia de la Fuerza Aérea de los Estados Unidos. Fue designado inicialmente como ASM-A-2, luego B-63 en 1951, y finalmente como GAM-63 en 1955. El nombre RASCAL era el acrónimo de Enlace por Barrido Radar (RAdar SCAnning Link, en inglés), el sistema de guiado del misil. El proyecto RASCAL fue cancelado en septiembre de 1958.

## Desarrollo
Durante la Segunda Guerra Mundial, la Alemania nazi lanzó 1176 misiles V-1 desde bombarderos Heinkel He 111. Las Fuerzas Aéreas del Ejército de los Estados Unidos (USAAF) estudiaron este sistema de armas. Se llevaron a cabo pruebas en los Estados Unidos, usando bombarderos B-17 y el JB-2 Doodle Bug, una copia del V-1 producida localmente. Las exitosas pruebas de esta combinación condujeron al lanzamiento de unos requerimientos a la industria aeroespacial por un misil aire-superficie, el 15 de julio de 1945.
En marzo de 1946, las USAAF comenzaron a trabajar en el Proyecto Mastín (Project Mastiff), un dron aire-superficie o un misil aire-superficie autocontrolado. Northrop Corporation, Bell, y Republic Aviation fueron invitados por las USAAF a entregar propuestas para el Mastiff. A Bell se le concedió un contrato de estudio de factibilidad el 1 de abril de 1946. Bell estudió la factibilidad de desarrollar un bombardero "sin piloto" subsónico que llevara una carga útil sustancial a una distancia de 480 km.
Tras 18 meses de estudio, Bell concluyó que la propulsión cohete no era capaz de proveer las prestaciones necesarias para impulsar el misil que querían las AAF al alcance de 480 km. El alcance requerido fue reducido a 160 km, pero aparecieron otros problemas técnicos.
Las USAAF comenzaron el Proyecto MX-776. Como medida de reducción de riesgos, fue dividido en dos subproyectos. El desarrollo del MX-776A condujo al RTV-A-4 Shrike, más tarde redesignado X-9, como bancada para el RASCAL, que sería desarrollado como proyecto MX-776B. Fueron lanzados 22 misiles X-9, entre abril de 1949 y enero de 1953.

## Diseño

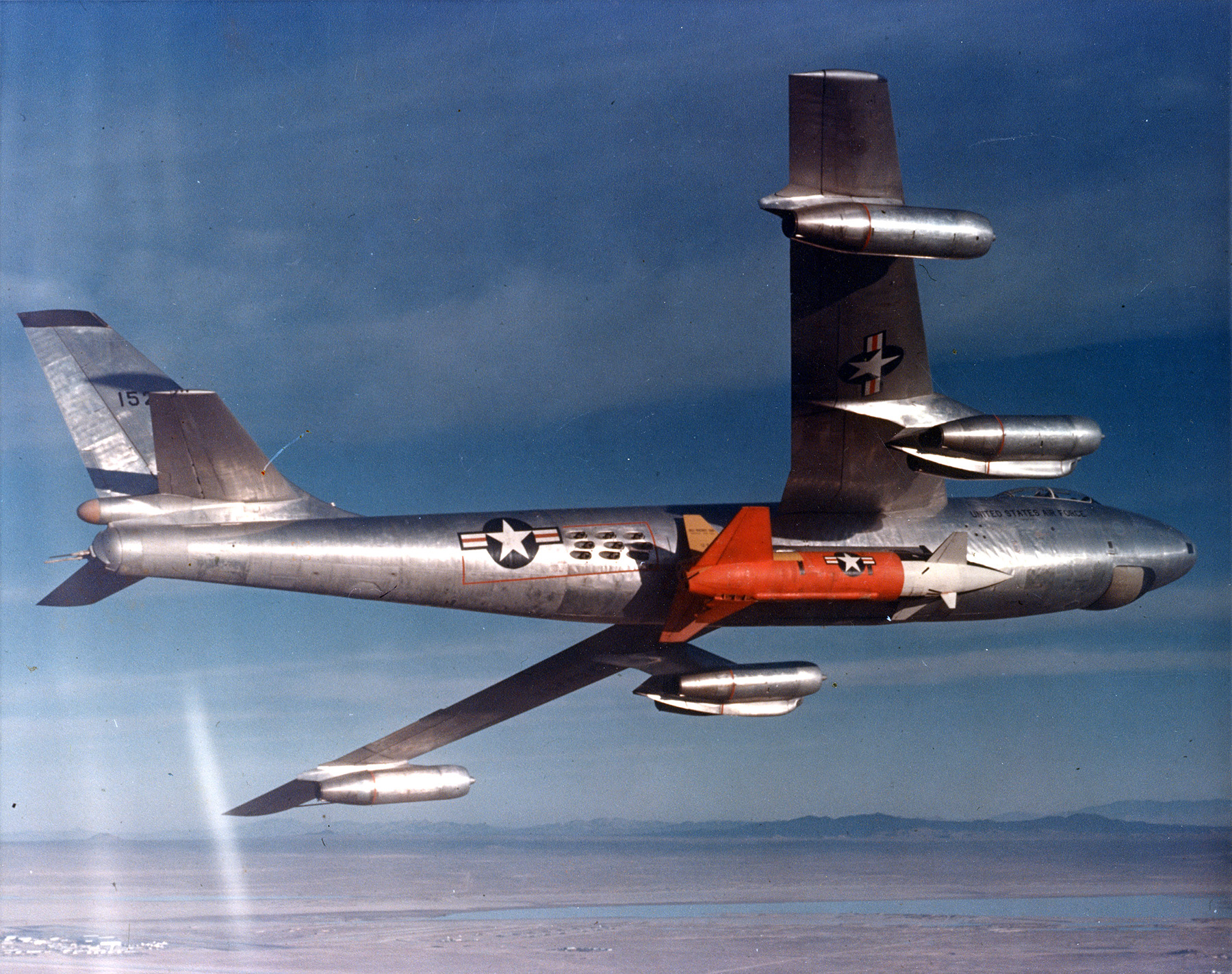
RASCAL siendo llevado por un B-47B modificado.

En mayo de 1947, las USAAF concedieron un contrato a la Bell Aircraft Company, para la construcción de un misil aire-superficie supersónico, compatible con los bombarderos B-29 Superfortress, B-36 y B-50 Superfortress. El misil iba a tener un alcance de 160 km, siendo liderado el trabajo de Bell por Walter R. Dornberger.
El diseño del RASCAL usaba la configuración aerodinámica canard del X-9 y un motor cohete derivado del sistema de propulsión del mismo. El RASCAL era mayor que el X-9, con un fuselaje que era 2,7 m más largo y un diámetro 0,61 m mayor. Los controles de vuelo del RASCAL incluían superficies delanteras y traseras. Las delanteras incluían estabilizadores horizontales fijos y superficies dorsales y ventrales móviles. Las superficies traseras incluían alas con alerones y estabilizadores dorsales y ventrales. El estabilizador trasero inferior podía ser plegado para facilitar el manejo en tierra.
El RASCAL estaba propulsado por un motor cohete XLR67-BA-1, también desarrollado por Bell. Proporcionaba un empuje de 10 440 libras-fuerza (46,4 kN), usando tres cámaras de combustión verticales en línea. Dichas cámaras eran operadas durante la fase de aceleración del misil, que podía durar hasta dos minutos. A la finalización de la fase de aceleración, las cámaras superior e inferior se apagaban y el empuje era mantenido solo por la cámara central. El combustible para el XLR-67 incluía 2300 l del oxidante ácido nítrico y 1110 l de combustible de aviación JP-4. El oxidante estaba almacenado en una serie de botellas, en vez de en un depósito esférico. Se cree que esta configuración fue elegida porque pesaba menos que un depósito esférico del mismo volumen. El propelente se servía a las cámaras de combustión mediante una turbina impulsada por la bomba de alimentación. Los propelentes se encendían mediante bujías de incandescencia. Bell contrató a la Universidad Purdue para que desarrollase el sistema de encendido con bujías incandescentes. Aerojet proporcionó los mecanismos de transmisión de la bomba.
El GAM-63 usaba un sistema de control de guiado donde era controlado remotamente por el tripulante bombardero desde el bombardero lanzador. El sistema de guiado fue desarrollado conjuntamente por Bell, Federal Communications/Radio Corporation of America (RCA) y Texas Instruments. La versión inicial del sistema de control proporcionaba una puntería o error circular probable (CEP) de 910 m. Adecuado para un misil equipado con un arma nuclear.
El bombardero que llevaba el misil fue modificado con una antena y equipo adicionales en la estación del bombardero, necesarios para guiar el RASCAL. Durante el vuelo hasta el punto de lanzamiento, el bombardero transfería periódicamente datos del viento y de navegación al misil. Antes del lanzamiento, el bombardero sintonizaba un receptor relé de vídeo y el ajustador de fase de altitud, y ajustaba el indicador de seguimiento de guiado terminal. Las superficies de control del misil también eran revisadas para asegurar que fueran funcionales.
Antes de que el bombardero despegase, el RASCAL era preprogramado para realizar una senda de vuelo dada. El bombardero volaba siguiendo los rumbos hacia el blanco. Un ordenador en el RASCAL seguía el rumbo del avión y el acimut hacia el blanco,y soltaba automáticamente el misil en el punto de lanzamiento. Tras el mismo, un fiador que conectaba el RASCAL al bombardero era usado para encender el motor cohete del misil. En el caso de que el fiador fallase, un temporizador automático haría una cuenta atrás y encendería el motor. El RASCAL se lanzaba por encima de los 12 000 m.
Tras el lanzamiento, el bombardero se alejaba del blanco. El misil se elevaría de la altitud de lanzamiento a 15 000 m. Un vídeo de la imagen radar del blanco sería transmitido de vuelta al bombardero. A medida que el misil se aproximaba al blanco, mejoraba el vídeo radar transmitido desde el misil. El mismo comenzaba un picado final a unos 32 km del blanco. El sistema de guiado no enviaba una señal direccional ni estaba encriptada, lo que la hacía susceptible de ser detectada e interferida.
Un sistema de guiado inercial, desarrollado por Bell, fue usado en la posterior versión GAM-63A del RASCAL. El sistema de guiado mejorado disminuía el CEP del misil a 457 m. Este sistema recibía información de referencia desde el bombardero, antes del lanzamiento. Las pretensiones de puntería del sistema inercial de guía han sido cuestionadas por varias fuentes. Este sistema también podía ser usado para guiar al misil en su vuelo hacia el blanco.
La sección delantera del RASCAL era intercambiable para diferentes blancos. Usando esta capacidad, el RASCAL podía ser equipado con cabezas de guerra nucleares, biológicas, químicas, explosivas o incendiarias. Los requerimientos para cabezas de guerra biológicas y químicas fueron abandonados a finales de 1953. El 5 de diciembre de 1949, los requerimientos para el RASCAL solicitaron una cabeza de guerra nuclear de entre 1400 y 2300 kg. El compartimento de la cabeza de guerra del RASCAL acomodaba un cilindro de 1,2 m de diámetro por 1,9 m de largo. La USAF también quería la habilidad de usar el RASCAL como una bomba de gravedad estándar si el misil no estaba listo para el lanzamiento.
En enero de 1950, Bell comenzó a estudiar qué cabezas de guerra nucleares estabas disponibles para el RASCAL. La Cabeza de Guerra Nuclear W-5 fue considerada inicialmente. El 20 de agosto de 1950, la Junta para el Desarrollo de Armas Especiales (SWDB) autorizó un trabajo de integración del W-5/RASCAL. La Comisión para la Energía Atómica (AEC) fue responsable de desarrollar el sistema de iniciación de la cabeza de guerra del RASCAL. En esta época, no se hizo provisión para una explosión en superficie. En abril de 1952, el desarrollo de la iniciación fue transferido a Bell, debido a la política de la USAF de hacer responsable de la iniciación de las armas nucleares al constructor del ingenio, ya que este sistema necesitaba ser integrado con el sistema de guiado de los misiles. Bell desarrolló dos sistemas de iniciación completos, explosión aérea o en superficie. Luego, en marzo de 1956, el programa W-5/RASCAL fue cancelado.
En julio de 1955, la Cabeza Nuclear W-27 fue considerada como reemplazo de la W-5 para el RASCAL. Los requerimientos de la USAF para la W-27 pedían una cabeza de guerra nuclear de 1300 kg con equipamiento de contramedidas electrónicas e infrarrojas, o combustible extra para aumentar el alcance del RASCAL. Se completó un diseño del equipo de adaptación entre la W-27 y el RASCAL en enero de 1957, antes de que el RASCAL fuese cancelado.
Tres bombarderos fueron considerados originalmente como plataformas de lanzamiento del RASCAL. El B-29 fue retirado del servicio de primera línea mientras que el RASCAL estaba en desarrollo. En marzo de 1952, la USAF cambió a los B-36 y B-47 como portadores del misil RASCAL. El B-36 fue asignado en primera prioridad para el RASCAL. El Mando Aéreo Estratégico (SAC) de la USAF no estaba de acuerdo con la decisión de usar el B-47 para transportar el RASCAL. El SAC deseaba sustituir al B-47 por el B-50, proponiendo desplegar un escuadrón de RASCAL con cada modelo de bombardero. Se determinó que los B-50 que transportaran RASCAL necesitarían estar basados fuera de los Estados Unidos debido al menor alcance que tendrían al cargar con el misil. La decisión de eliminar al B-50 como transporte del RASCAL no fue tomada hasta junio de 1956. Un solo B-50 fue usado como plataforma de lanzamiento en apoyo al programa de pruebas del RASCAL hasta 1955. Una plataforma descendía el RASCAL desde la bodega de bombas del B-50 antes del lanzamiento. El primer RASCAL motorizado fue lanzado desde un B-50 de pruebas el 30 de septiembre de 1952 en el Campo de Misiles de Arenas Blancas, Nuevo México.
En mayo de 1953, fueron ordenados a Convair 12 "bombarderos directores" DB-36H. Cada bombardero sería equipado para llevar un solo misil RASCAL. El misil ocupaba ambas bodegas de bombas traseras, donde era transportado semi embutido. Una parte del misil estaba localizada dentro del avión y otra colgaba debajo del mismo. Una de las bodegas de bombas delanteras era usada para la instalación del equipo requerido por el sistema de guiado del RASCAL. La antena retráctil del sistema de guiado fue instalada en la parte trasera del avión.
El primer YDB-36H voló el 3 de julio de 1953. Se realizaron seis vuelos de transporte cautivos entre el 31 de julio de 1953 y el 16 de agosto del mismo año. La adición del misil al B-36 no incrementaba la resistencia ni cambiaba las características de manejo del bombardero. Un RASCAL sin motor fue lanzado desde un YDB-36H el 25 de agosto de 1953. El 21 de diciembre de 1954, un DB-36H fue entregado a la Fuerza Aérea para usarlo en el programa de pruebas del RASCAL en la Holloman Air Force Base, Nuevo México. En junio de 1955, al menos dos misiles habían sido lanzados desde el B-36 y Convair había completado la fabricación de los equipos de modificación para los 12 aviones planeados. Dos equipos se habían instalado en aviones B-36 cuando la USAF decidió transportar el RASCAL solo en el bombardero B-47.
Antes del final de 1952, Boeing recibió un contrato de la USAF para modificar dos B-47B como prototipos de transporte del RASCAL. Un soporte de misil desmontable fue instalado en el lado derecho del B-47. Se instaló una estructura interna extra para soportar las cargas del soporte y del misil. Cuando llevaba el RASCAL, el B-47 no podía llevar otras armas. El equipo de guiado para el RASCAL fue añadido a la bodega de bombas del B-47. La antena retráctil necesaria para guiar el misil fue añadida al fuselaje trasero. Ambos aviones fueron enviados a la Holloman Air Force Base para apoyar al programa de pruebas del RASCAL. Tras la terminación de dos prototipos DB-47B, los retrasos en el programa del RASCAL efectivamente suspendieron los trabajos de modificación del DB-47 hasta marzo de 1955. En junio de ese año, Boeing recibió un contrato para modificar 30 DB-47B para llevar el RASCAL.
El Mando Aéreo Estratégico estaba preocupado porque el montaje externo del RASCAL y el equipo interno asociado necesario para soportar el misil degradarían seriamente las prestaciones del bombardero. Dicho impacto en las prestaciones fue lo suficientemente importante como para hacer de la combinación B-47/RASCAL un valor cuestionable. Además, el equipo agregado al B-47 para guiar el misil añadía más complejidad al ya complejo B-47. Los costes de la modificación necesaria para llevar el RASCAL añadían casi un millón de dólares al valor de cada B-47. Al SAC, estos costes le parecían prematuros, considerando el estado de desarrollo del RASCAL en esa época. Finalmente, el SAC consideró imprudente comprometer aviones y comenzar a entrenar tripulaciones antes de que el desarrollo del misil hubiera sido completado.
Entonces la USAF decidió usar el B-47E como transporte del misil RASCAL. Se contrató a Boeing para convertir dos B-47E en aviones YDB-47E. El primero voló en enero de 1954. El primer lanzamiento de RASCAL con éxito desde un DB-47E tuvo lugar en julio de 1955.
- Lanzamientos de prueba del RASCAL en el White Sands Missile Range:

| 1951 | 1954 | 1955 | 1956 | 1957 | 1958 |
| 2    | 1    | 14   | 8    | 21   | 1    |

## Historia operacional
A principios de 1956, la USAF limitó la producción del DB-47E a solo dos aviones. En mayo de 1957, la USAF decidió desplegar un solo escuadrón de DB-47 equipado con el misil RASCAL en vez de los dos previstos. Los jefes del Mando Aéreo Estratégico creían que el RASCAL ya estaba obsoleto. En diciembre de 1957, el 445th Bomb Squadron de la 321st Bomb Wing de la USAF comenzó a entrenarse con el RASCAL. El primer RASCAL de producción fue aceptado en la Pinecastle Air Force Base el 30 de octubre de 1957. Los recortes de presupuesto impedirían la construcción de instalaciones en la Pinecastle Air Force Base hasta 1959. En agosto de 1958, una revisión de las pruebas del RASCAL en los 6 meses previos reveló que, de los 65 lanzamientos de prueba programados, solo uno fue un éxito. Más de la mitad de los lanzamientos de prueba fueron cancelados y la mayoría de los restantes resultaron fallidos.
El 29 de septiembre de 1958, la USAF finalizó el programa RASCAL.
El AGM-28 Hound Dog reemplazó al programa GAM-63. Los primeros vuelos de prueba del Hound Dog se realizaron en abril de 1959, y el primer Hound Dog operativo fue entregado a la USAF en diciembre del mismo año. El primer escuadrón del SAC equipado con el Hound Dog alcanzó la capacidad operativa inicial en julio de 1960. El Hound Dog ofrecía un arma con casi cinco veces más alcance que el RASCAL, sin control de guiado, y sin peligrosos combustibles con los que lidiar.

## Variantes
ASM-A-2
Designación del RASCAL bajo el sistema de designación de la USAF de 1947 a 1951.
B-63
Designación del RASCAL bajo el sistema de designación de la USAF de 1951 a 1955.
XGAM-63
75 prototipos de RASCAL (Números de Serie 53-8195 hasta 53-8269).
GAM-63A
58 RASCAL de producción (Números de Serie 56-4469 hasta 56-4506).

## Operadores
Estados Unidos
- Fuerza Aérea de los Estados Unidos

## Supervivientes
- GAM-63: American Legion Post 170, Midwest City (Oklahoma), Estados Unidos.[13]
- GAM-63: Air Force Space & Missile Museum, Estación de la Fuerza Aérea de Cabo Cañaveral, Florida, Estados Unidos. Este artefacto original está en almacenaje no visitable en el Hangar R de la Cape Canaveral AFS.
- GAM-63: Castle Air Museum, Atwater (California), Estados Unidos.
- XGAM-63: Museo Nacional de la Fuerza Aérea de Estados Unidos, Wright-Patterson Air Force Base, Dayton (Ohio), Estados Unidos.
- GAM-63: En exhibición estática cerca de la esquina suroeste del campo deportivo del Goddard Junior High en Midland (Texas).[14]

## Aeronaves relacionadas

### Aeronaves similares
- AGM-28 Hound Dog
- AGM-69 SRAM

### Secuencias de designación
- Secuencia Numérica (interna de Bell): ← 60 - 61 - 65 - 66 - 67 - 68 - 200 →
- Secuencia ASM-A-_ (Cohetes y misiles de la USAF, 1947-1951 (aire-superficie)): ASM-A-1 - ASM-A-2
- Secuencia B-_ (Bombarderos del USAAC/USAAF/USAF, 1926-1962): ← B-60 - B-61 - B-62 - B-63 - B-64 - B-65 - B-66 →
- Secuencia M-_ (Misiles y drones de la USAF, 1955-1962): TM-61 - SM-62 - GAM-63 - SM-64 - SM-65 - GAM-67 →